# Vladislav Menčetić
Vladislav Menčetić, född 1600 eller 1617, död 1666, var en kroatisk skald.
Menčetić författade en hjältedikt Toublja slovinska (Den slaviska basunen, 1665) till Petar Zrinskis ära och herdedikten Zorka i Radvnja.